# Jakub (Vorname)
Jakub (IPA: i̯akub) ist ein männlicher Vorname. Er ist die bosnische, polnische, tschechische, slowakische, sorbische (westslawische) und tschetschenische Form des Namens Jakob. Die Koseform lautet Kuba.

## Namensträger
- Jakub Arbes (1840–1914), tschechischer Journalist und Schriftsteller
- Jakub Bart-Ćišinski (1856–1909), sorbischer Dichter
- Jakub Bek (1820–1877), zentralasiatischer Kriegsherr und Herrscher
- Jakub Berman (1901–1984), polnischer Politiker
- Jakub Błaszczykowski (* 1985), polnischer Fußballspieler
- Jakub Čutta (* 1981), tschechischer Eishockeyspieler
- Jakub Danačík (* 1988), tschechischer Radrennfahrer
- Jakub Deml (1878–1961), tschechischer Schriftsteller und Dichter
- Jakub Dohnálek (* 1988), tschechischer Fußballspieler
- Jakub Ficenec (* 1977), tschechischer Eishockeyspieler
- Jakub Ganezki (1879–1937), russisch-sowjetischer Revolutionär
- Jakub Heidenreich (* 1989), tschechischer Fußballspieler
- Jakub Holuša (* 1988), tschechischer Leichtathlet
- Jakub Horčický z Tepence (1575–1622), böhmischer Mediziner und Chemiker
- Jakub Hottek (* 1983), tschechischer Fußballspieler
- Jakub Husník (1837–1916), tschechischer Maler, Zeichenlehrer und Erfinder
- Jakub Hyman (* 1984), tschechischer Rennrodler
- Jakub Janda (* 1978), tschechischer Skispringer
- Jakub Jankto (* 1996), tschechischer Fußballspieler
- Jakub Kamiński (* 2002), polnischer Fußballspieler
- Jakub Kindl (* 1987), tschechischer Eishockeyspieler
- Jakub Klepiš (* 1984), tschechischer Eishockeyspieler
- Jakub Kolas (1882–1956), belarussischer Dichter und Schriftsteller
- Jakub Koniar (* 1993), slowakischer Poolbillardspieler
- Jakub Körner (* 1979), deutsch-tschechischer Eishockeyspieler
- Jakub Lorenc-Zalěski (1874–1939), sorbischer Schriftsteller, Publizist und Politiker
- Jakub Malý (1811–1885), tschechischer Historiker, Schriftsteller und Journalist
- Jakub Mareš (* 1987), tschechischer Fußballspieler
- Jakub Matějův ze Soběslavi († 1415), tschechischer Gelehrter
- Jakub von Mies (um 1372–1429), tschechischer Priester und Schriftsteller
- Jakub Novák (Radsportler, 1988) (* 1988), slowakischer Radrennfahrer
- Jakub Novák (Radsportler, 1990) (* 1990), tschechischer Radrennfahrer
- Jakub Obrovský (1882–1949), tschechoslowakischer Maler, Bildhauer, Grafiker und Schriftsteller
- Jakub Józef Orliński (* 1990), polnischer Opern- und Konzertsänger der Stimmlage Countertenor
- Jakub Karol Parnas (1884–1949), polnisch-ukrainischer Biochemiker
- Jakub Petr (* 1990), tschechischer Fußballspieler
- Jakub Reys (Jakub Polak; um 1545 – um 1605), polnischer Lautenist und Komponist
- Jakub Jan Ryba (1765–1815), böhmischer Lehrer, Kantor und Komponist
- Jakub Kryštof Rybnický (1583–1639), tschechischer Komponist
- Jakub Rzeźniczak (* 1986), polnischer Fußballspieler
- Jakub Schikaneder (1855–1924), böhmischer Maler
- Jakub Skala (1851–1925), sorbischer katholischer Dekan
- Jakub von Stadice (15. Jh.), tschechischer Bauer
- Jakub Świnka († 1314), polnischer Geistlicher, Erzbischof von Gnesen
- Jakub Sylvestr (* 1989), slowakischer Fußballspieler
- Jakub Uchański (1502–1581), polnischer Geistlicher, Primas von Polen
- Jakub Voráček (* 1989), tschechischer Eishockeyspieler
- Jakub Wawrzyniak (* 1983), polnischer Fußballspieler
- Jakub Wjacławk (1885–1951), sorbischer Bibliothekar und Slawist
- Jakub Jan Jozef Wosky (1692–1771), deutscher Geistlicher, Administrator von Meißen, siehe Jakob Wosky von Bärenstamm
- Jakub Wujek (1541–1597), polnischer Jesuit und Schriftsteller
- Jakub Zabłocki (1984–2015), polnischer Fußballspieler
- Jakub Julian Ziółkowski (* 1980), polnischer Maler